# Liste de funiculaires
 (octobre 2013).
Si vous disposez d'ouvrages ou d'articles de référence ou si vous connaissez des sites web de qualité traitant du thème abordé ici, merci de compléter l'article en donnant les références utiles à sa vérifiabilité et en les liant à la section « Notes et références ».
Cette liste répertorie des funiculaires dans le monde.

## Afrique

### Afrique du Sud
- Funiculaire de Cape Point

## Amérique

### Brésil
- Rio de Janeiro : 3 funiculaires montent à la basilique Notre-Dame du Rocher.

### Canada
- Funiculaire du Vieux-Québec : un funiculaire touristique relie le quartier du Petit Champlain à la terrasse en haut du cap Diamant.
- Montréal : "funiculaire de la Tour de Montréal" au stade olympique ; une seule cabine à deux étages, à inclinaison variable faisant l'aller-retour toutes les dix minutes environ.
- (Montréal) : funiculaire du mont Royal ; Frederick Law Olmsted, le père du Central Park à New York mais aussi du parc du Mont-Royal en 1886, avait proposé ceci dans son rapport préliminaire de 1874 : "Whenever street railways shall be laid to the foot of the mountain, an inclined lift or elevator will likewise be desirable to save feeble persons and young children the hard toil of its ascent" (Architect's Preliminary Report, Mount Royal Park, 21st November,1874. Archives of the City of Montreal). Un funiculaire fut effectivement construit dès 1885 au flanc est de la montagne, fermé en 1918 pour être remplacé par un tramway en 1924. (La petite histoire du mont Royal, Les Amis de la montagne, 24-02-2010).

### Chili

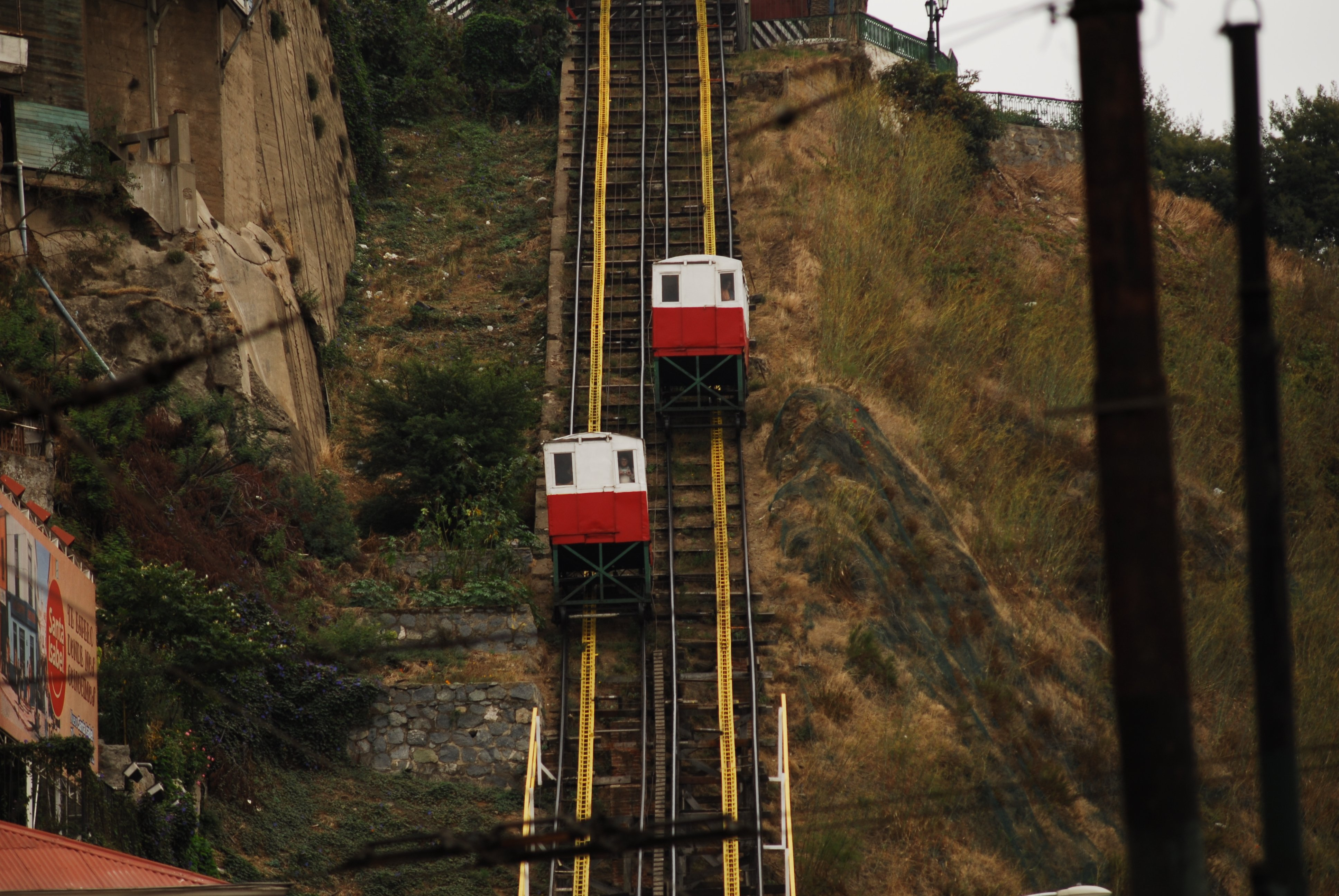
Un des funiculaires de Valparaíso.

- Funiculaires de Valparaíso : seize  lignes en activité (vingt-deux à l'origine) qui font partie du patrimoine de l'humanité depuis 2003.

### Colombie

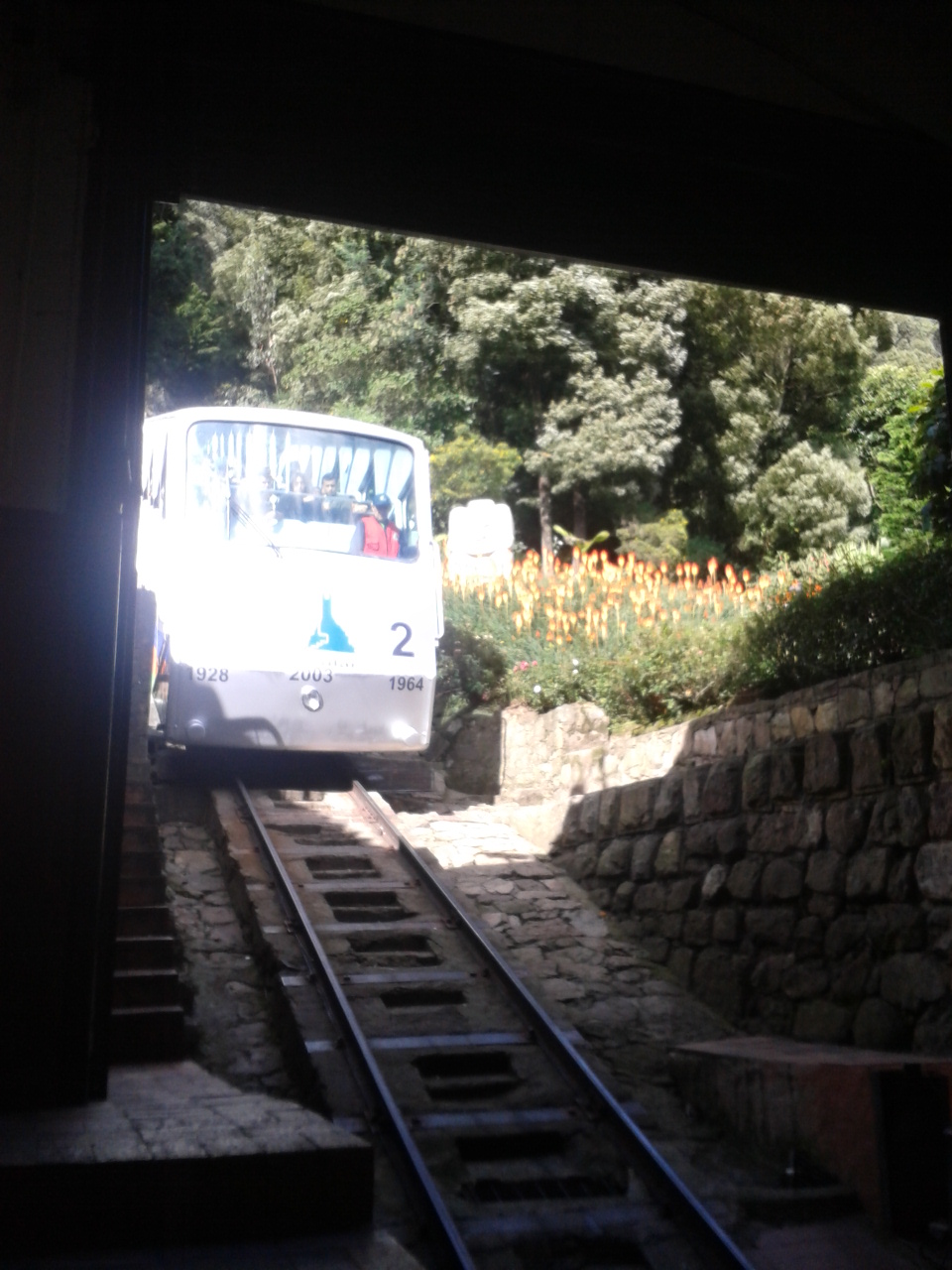
Funiculaire de Bogota.

- Bogota : funiculaire du Cerro de Monserate ; datant de 1929, il monte à l'altitude de 3 152 m en partant de 2 667 m[1].

### États-Unis
- Angels Flight, à Los Angeles
- Cincinnati (Ohio) a possédé entre 1872 et 1948 jusqu'à cinq funiculaires. Deux de ceux-ci (Bellevue et Mt.Adams) comportaient chacun deux wagons plats avec plateforme horizontale dotée de rails. Des tramways pouvaient ainsi y prendre place afin de vaincre rapidement la dénivellation, évitant ainsi aux voyageurs deux changements de véhicules.
- Funiculaire de Johnstown (Pennsylvanie)
- Pittsburgh (Pennsylvanie)
  - Funiculaire Duquesne
  - Funiculaire Monogahela

### Mexique

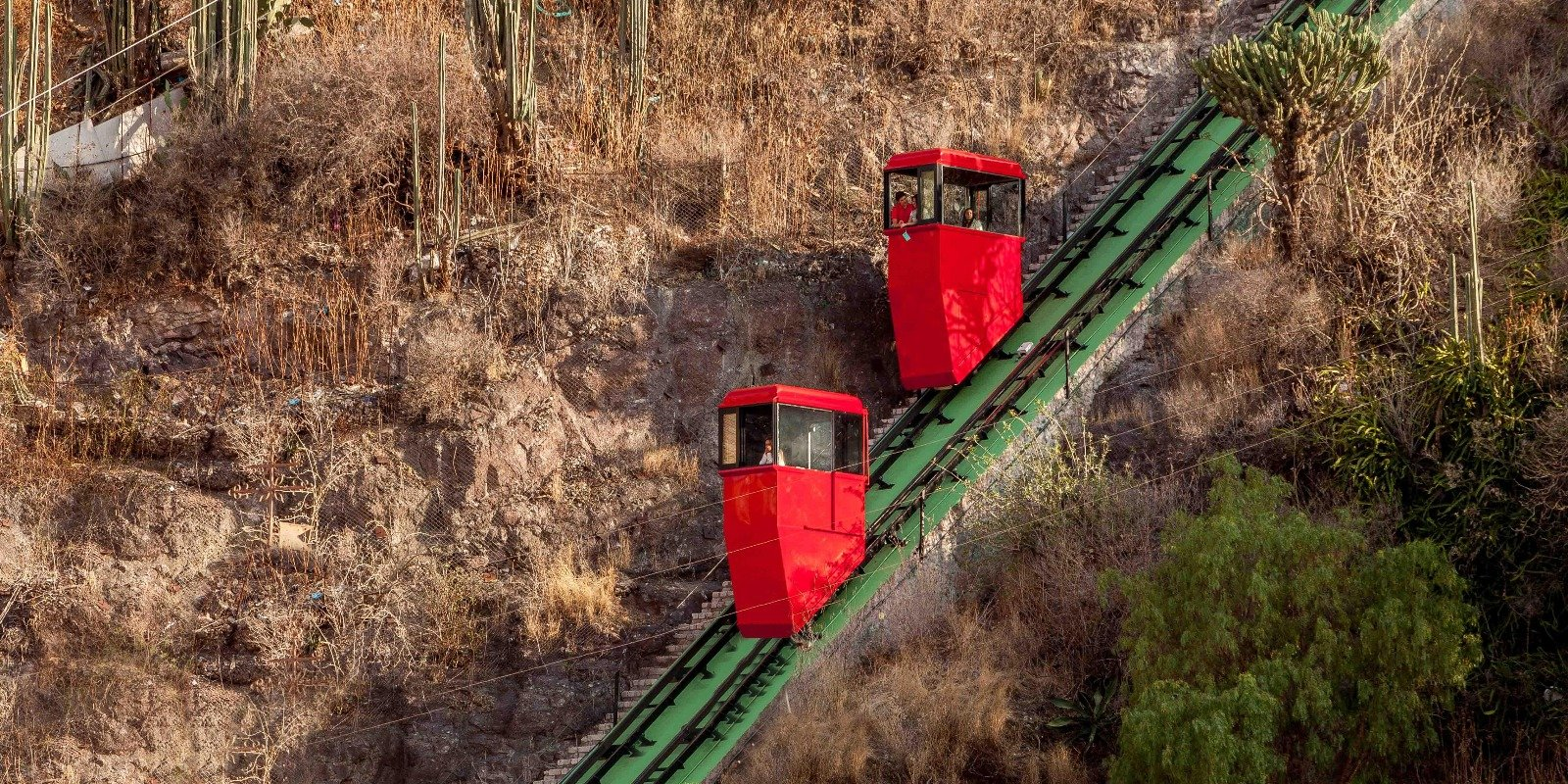
Funiculaire de Guanajuato.

- Funiculaire de Guanajuato : inauguré en 2001, il relie le théâtre Juarez au monument « au Pipila ».

### 

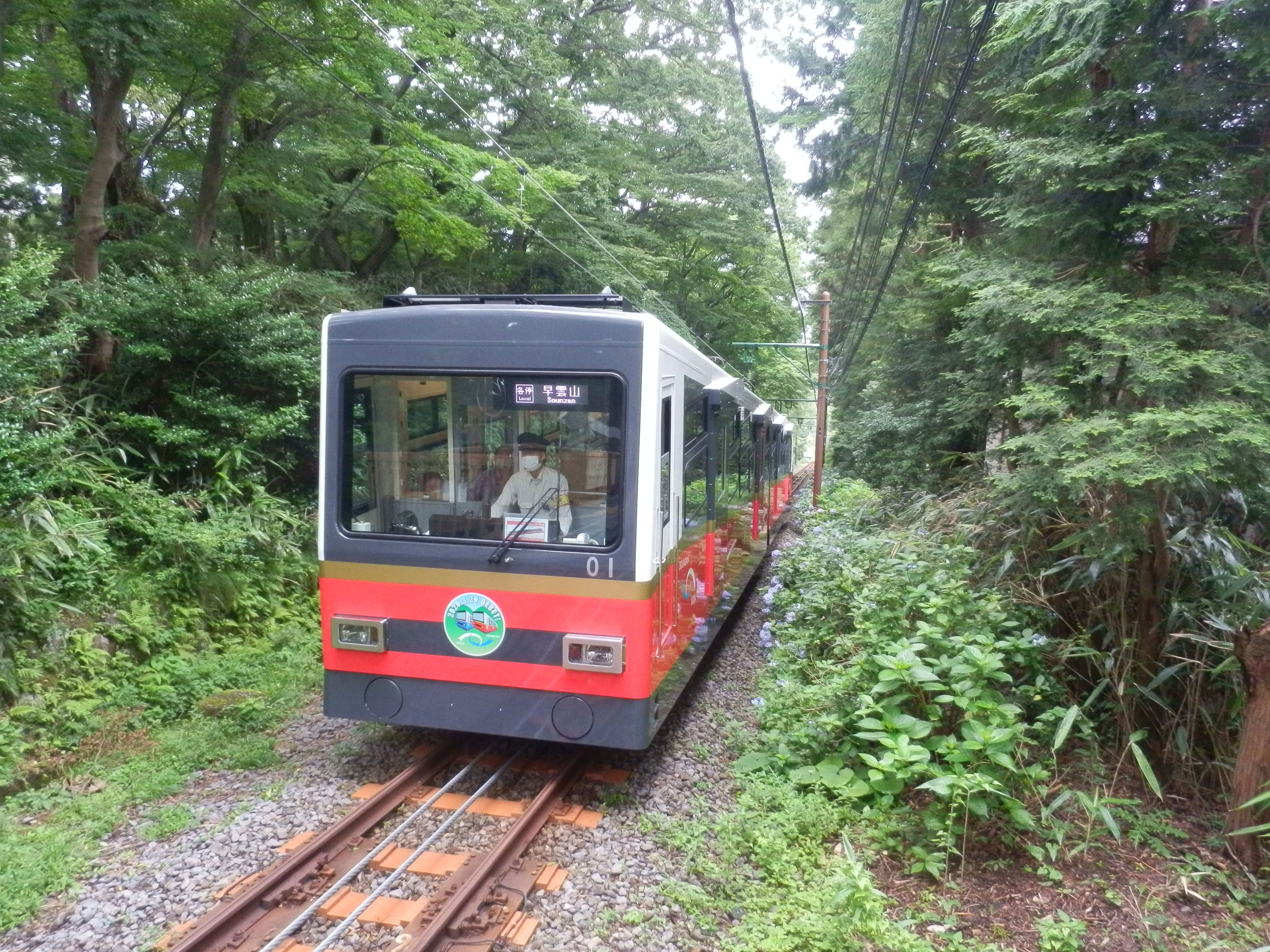
Funiculaire Hakone Tozan.

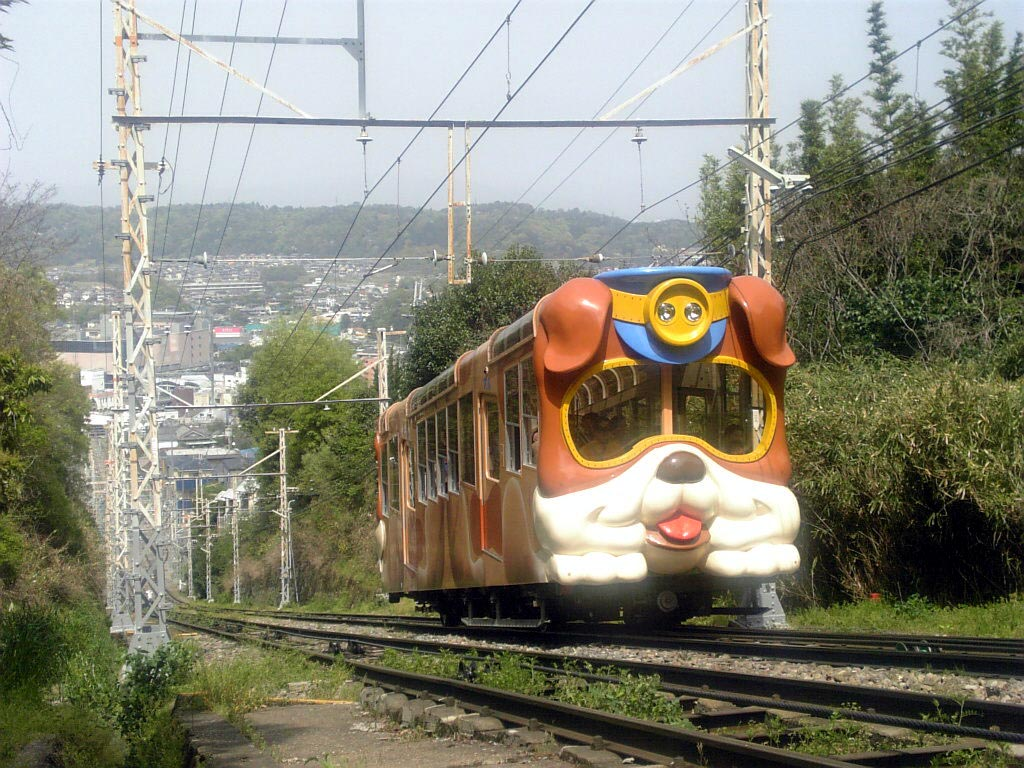
Funiculaire Ikoma.

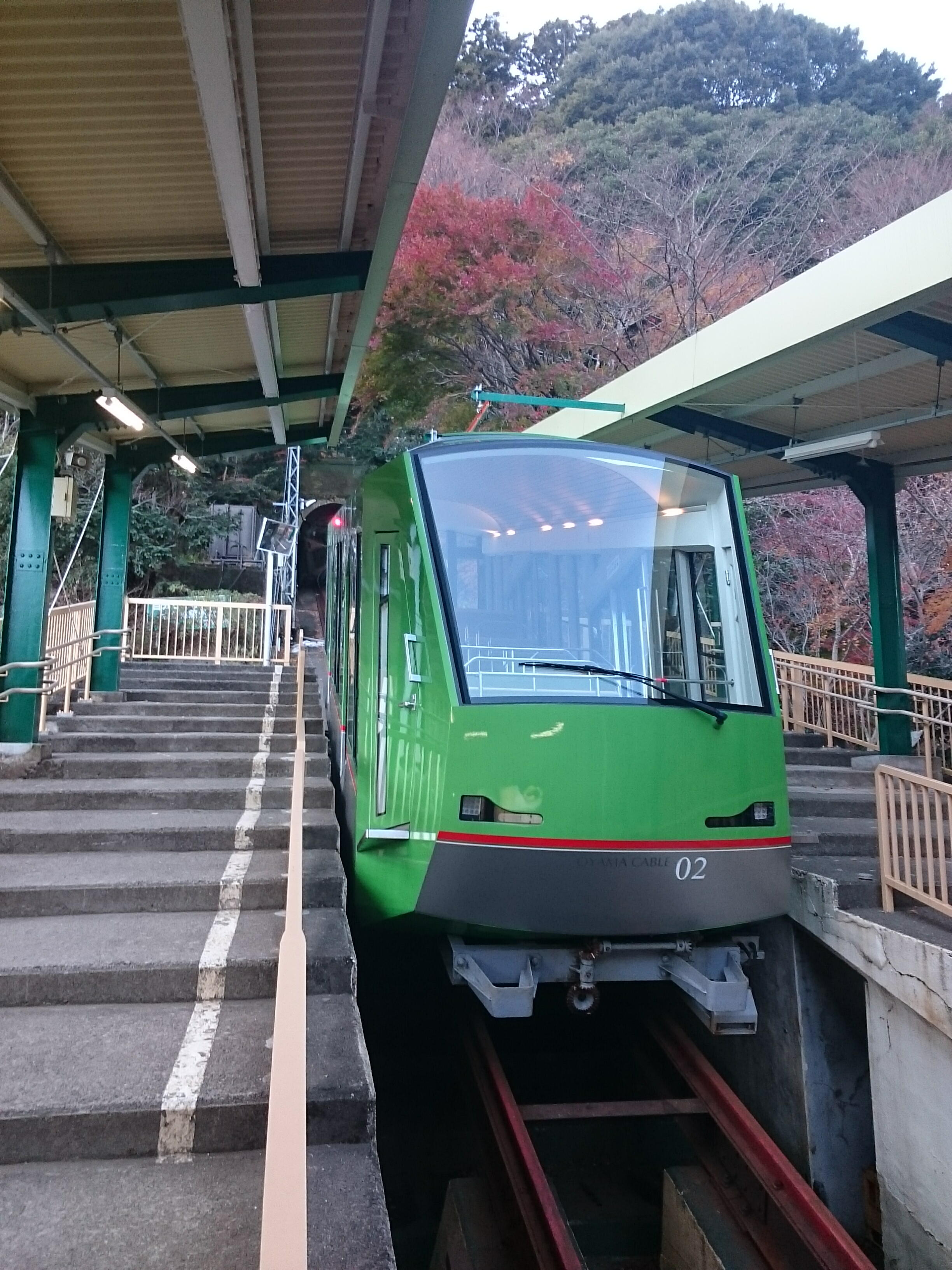
Funiculaire Ōyama.

## Asie

### Japon

#### Beppu,Ōita
- Funiculaire de Beppu Rakutenchi

#### Hachiōji,Tokyo
- Funiculaire Takao Tozan

#### Hakone,Kanagawa
- Funiculaire Hakone Tozan

#### Ikoma,Nara
- Funiculaire Ikoma

#### Isehara,Kanagawa
- Funiculaire Ōyama

#### Kannami,Shizuoka
- Funiculaire Jukkokutōge

#### Kawanishi,Hyōgo
- Funiculaire de la forêt de Myōken (fermé en 2023)

#### Kitakyūshū,Fukuoka
- Funiculaire du mont Sarakura

#### Kobe,Hyōgo
- Funiculaire Maya
- Funiculaire Rokkō

#### Kōya,Wakayama
- Funiculaire du mont Kōya

#### Kyoto,Kyoto
- Funiculaire Eizan
- Funiculaire Kurama-dera

#### Miyazu,Kyoto
- Funiculaire Amanohashidate

#### Ōme,Tokyo
- Funiculaire Mitake Tozan

#### Ōtsu,Shiga
- Funiculaire Sakamoto

#### Sotogahama,Aomori
- Ligne Seikan Tonneru Tappi Shakō

#### Takamatsu,Kagawa
- Funiculaire Yakuri

#### Tateyama,Toyama
- Funiculaire Kurobe
- Funiculaire Tateyama

#### Tsukuba,Ibaraki
- Funiculaire du mont Tsukuba

#### Yao,Osaka
- Funiculaire Nishi-Shigi

#### Yawata,Kyoto
- Funiculaire Iwashimizu-Hachimangū

## Europe

### Allemagne

#### Dresde(Saxe)

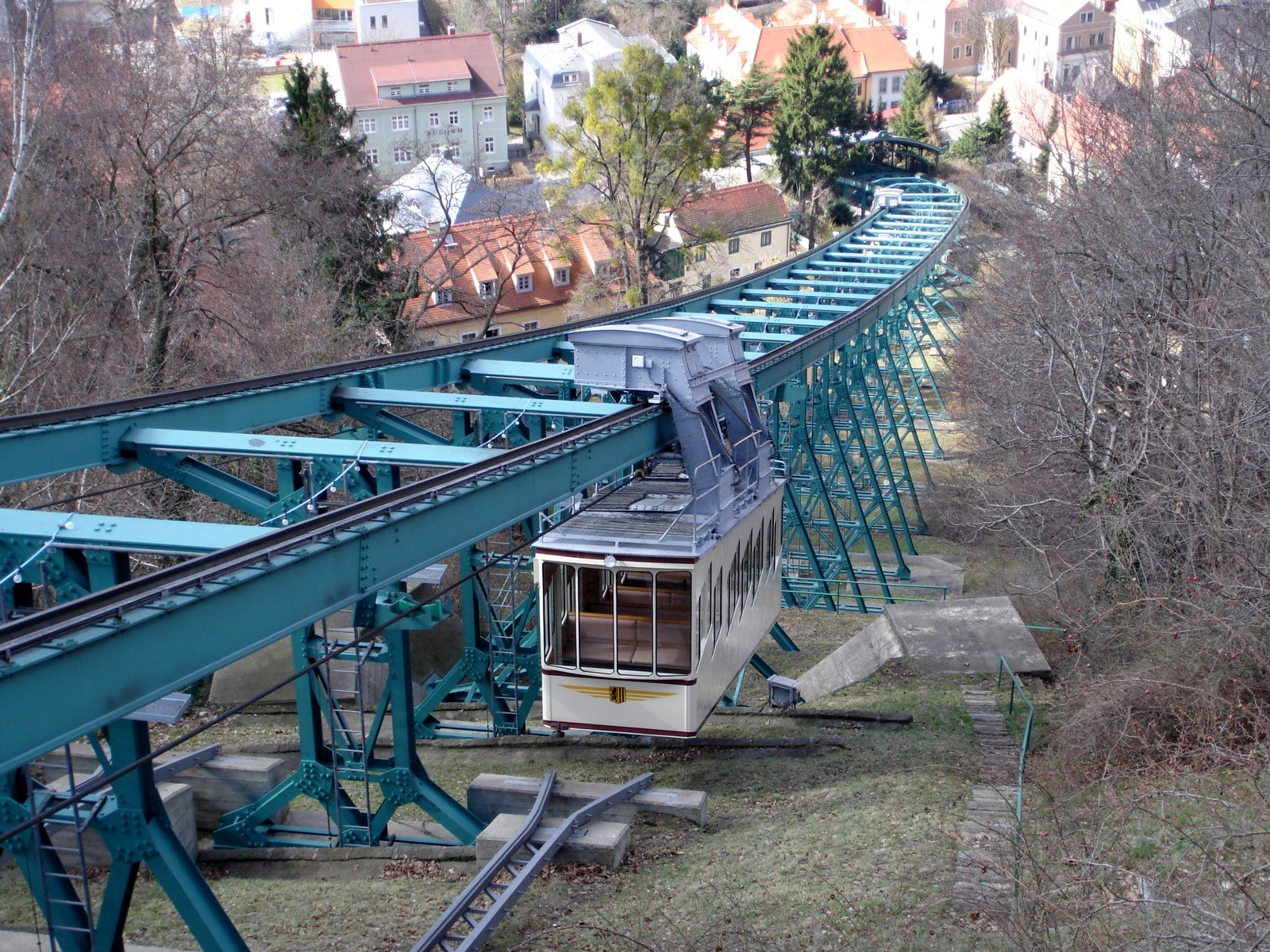
Une des deux voitures du Schwebebahn Dresden en 2006.

- Dans la localité voisine de Loschwitz circule depuis 1901 un monorail suspendu, dans le style de la Schwebebahn (métro aérien de Wuppertal). Mais les deux voitures sont tractées par un câble, ce qui en fait donc un funiculaire suspendu.

- Il existe aussi un funiculaire à voie unique, avec un évitement selon le système Abt, reliant la Körnerplatz à Loschwitz aux hauteurs du Weißer Hirsch. Ce funiculaire (Standseilbahn) a été mis en service en 1895, et malgré une reconstruction complète dans les années 1990, il garde toujours son ambiance originale, sauf les deux voitures datant de cette époque. Une centaine de mètres seulement séparent les deux stations inférieures du funiculaire et du chemin de fer suspendu.

#### Wiesbaden(Hesse)
- Funiculaire de Neroberg ouvert en 1888.

#### Stuttgart(Bade-Wurtemberg)
- Funiculaire de Stuttgart ouvert en 1929.

### Autriche

#### Graz
- Funiculaire du Schlossberg, qui relie la ville à la colline du Schlossberg, depuis 1894.

#### Innsbruck
- Funiculaire du Hungerburg ; un premier funiculaire date de 1906 ; un nouveau, au tracé légèrement différent, est inauguré en 2007.

#### Kaprun(Autriche)
- Funiculaire de Kaprun, mis en service en 1974, il a connu un très grave incendie en 2000 qui causa la mort de cent cinquante-cinq passagers, pour la plupart par asphyxie, à l’intérieur du long tunnel. Voir l'article détaillé : accident du funiculaire de Kaprun. Il n'est plus utilisé pour le transport des passagers.

#### ReißeckenCarinthie
- Funiculaire du Reißeck, au départ de la vallée de la Möll, composé de trois tronçons sur un total de 3 650 m.

#### Salzbourg
- Funiculaire du Mönchsberg, qui relie la ville à la forteresse, mis en service en 1892.

#### Ellmau(Tyrol)
- Funiculaire du Hartkaiser, mis en service en 1972.

### Belgique
- Funiculaire de Spa, Belgique

### Croatie

#### Funiculaire de Zagreb
- Funiculaire mis en service un 1892, il fonctionnait à la vapeur d'eau puis a été électrifié en 1934. C'est l'un des parcours funiculaires les plus courts au monde avec 66 m de long pour 30,5 m de dénivelé parcourus en 64 secondes sur une pente de 52 %. Il transporte néanmoins plus de 600 000 passagers par an.

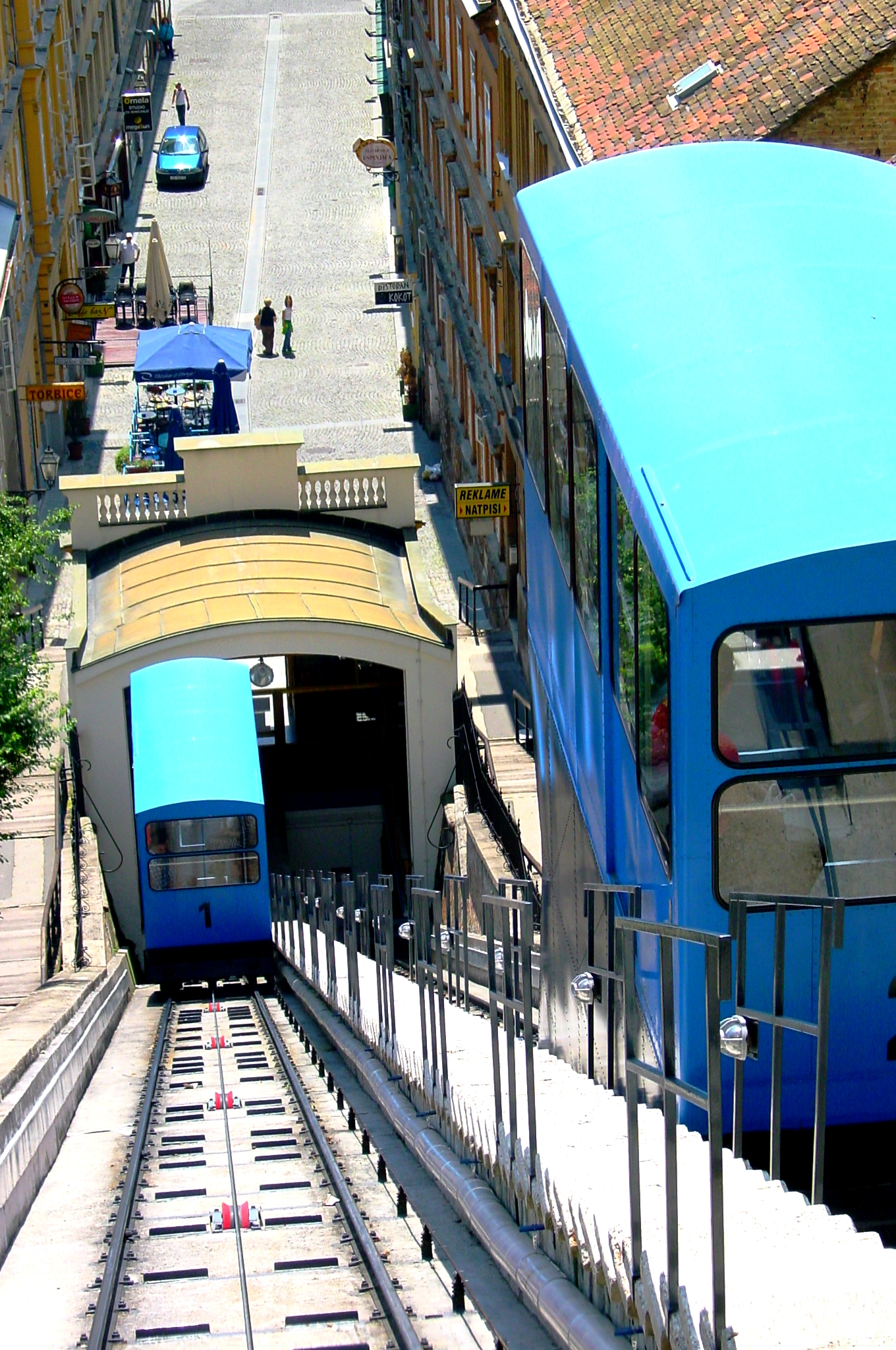
Le funiculaire de Zagreb.

### Espagne

#### Barcelone
- Le funiculaire de Montjuïc, funiculaire du Tibidabo et funiculaire de Vallvidrera.

#### Bilbao
- Le funiculaire d'Artxanda.

#### Bulnes
- Le funiculaire souterrain de Bulnes qui a désenclavé le village de Bulnes dans le massif des pics d'Europe et les Asturies.

#### Gelida
- Le funiculaire de Gelida.

#### Monistrol de Montserrat
- Le funiculaire de Sant Joan et le funiculaire de la Santa Cova.

#### Saint-Sébastien
- Le funiculaire du Mont Igeldo, reliant le quartier d'Ondarreta à l'une des deux collines entourant la ville.

### France[2]

#### Funiculaires urbains

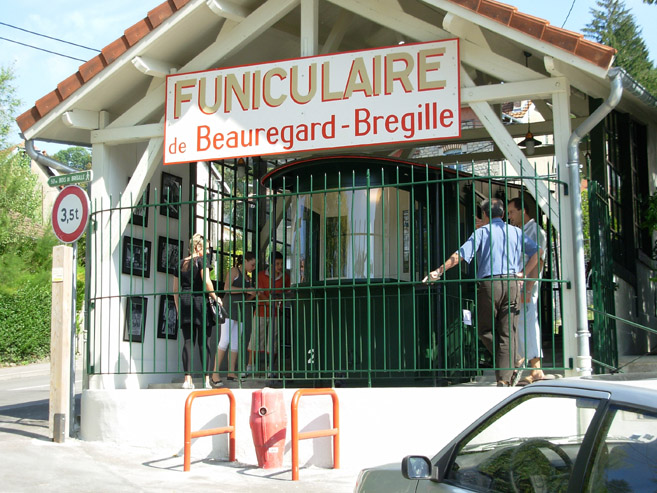
La gare basse du funiculaire de Bregille à Besançon.

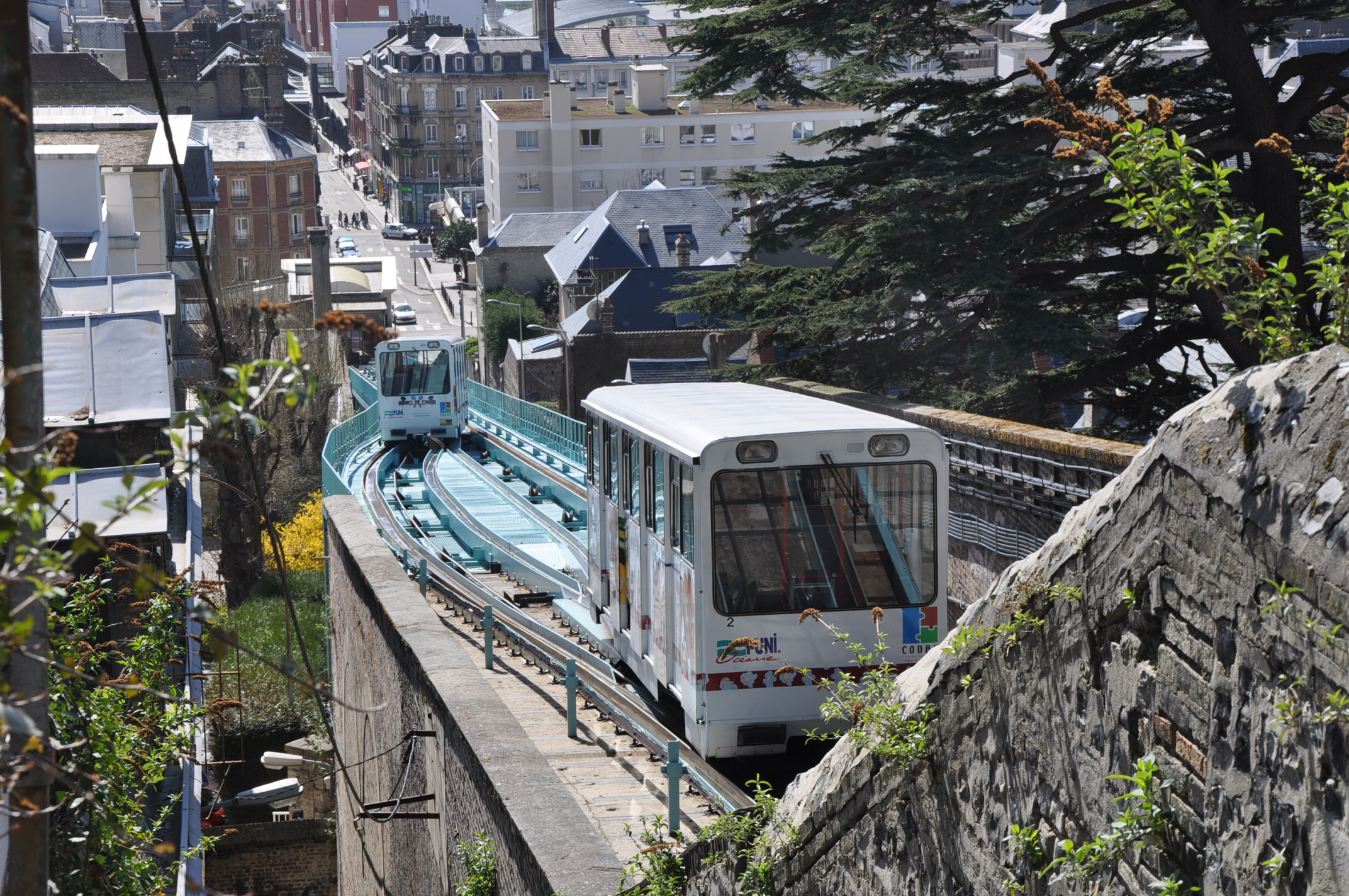
Le Havre.

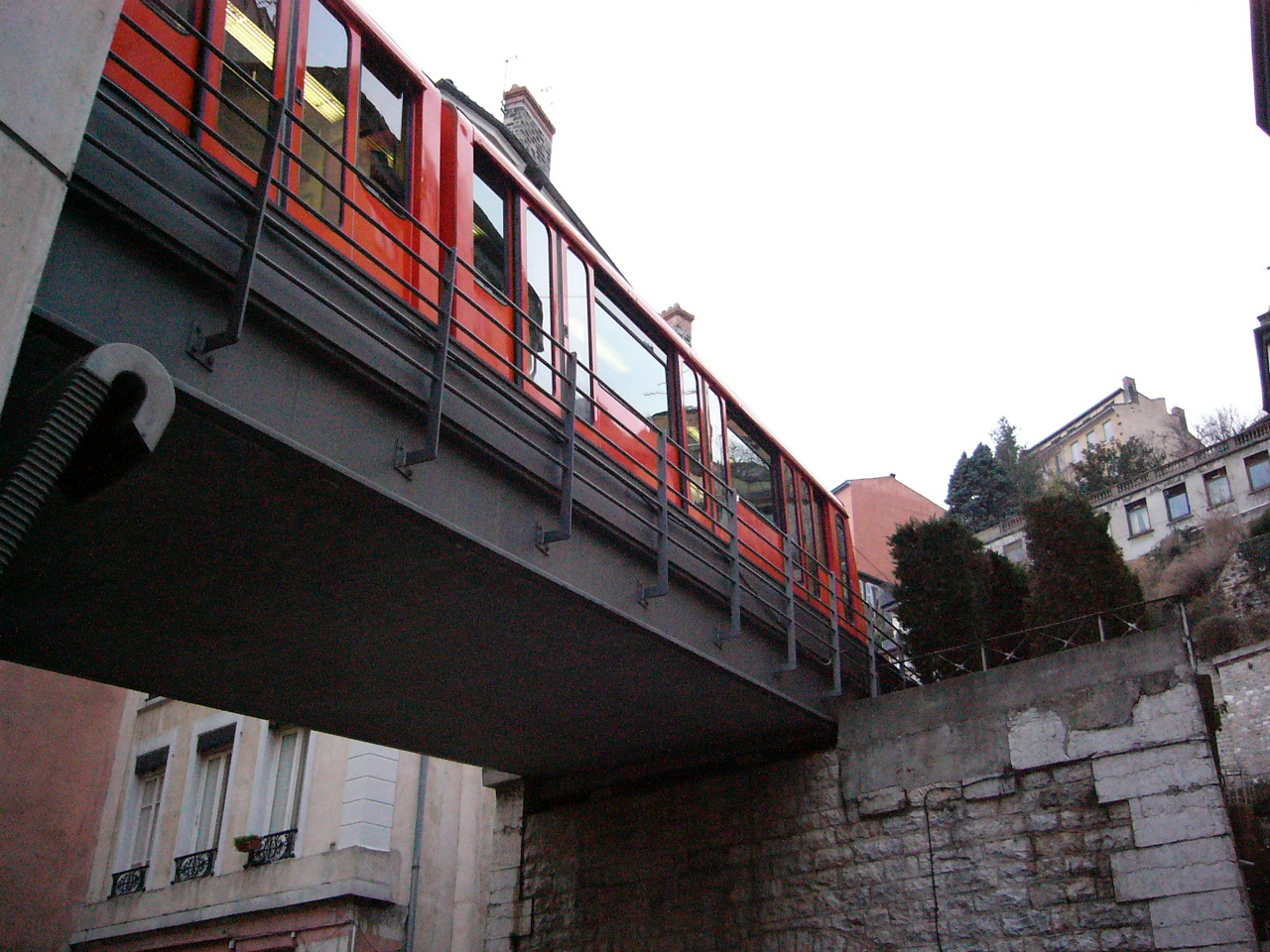
Le funiculaire Saint-Just à Lyon.

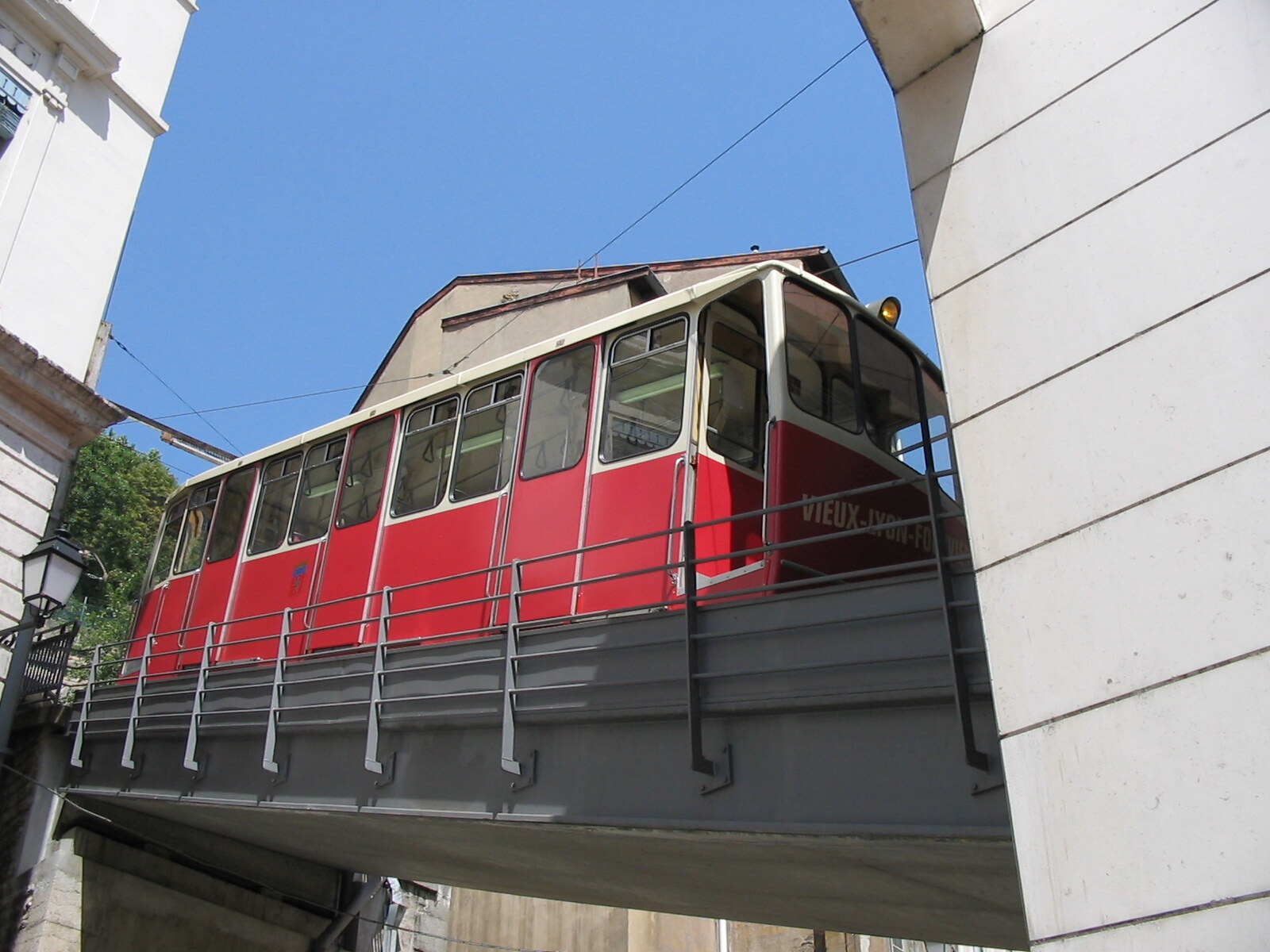
Funiculaire de Lyon.

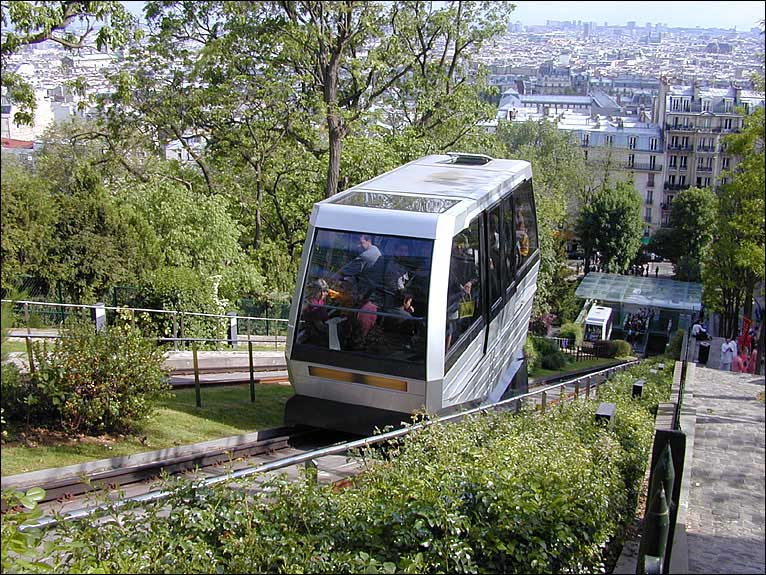
Le funiculaire de Montmartre à Paris.

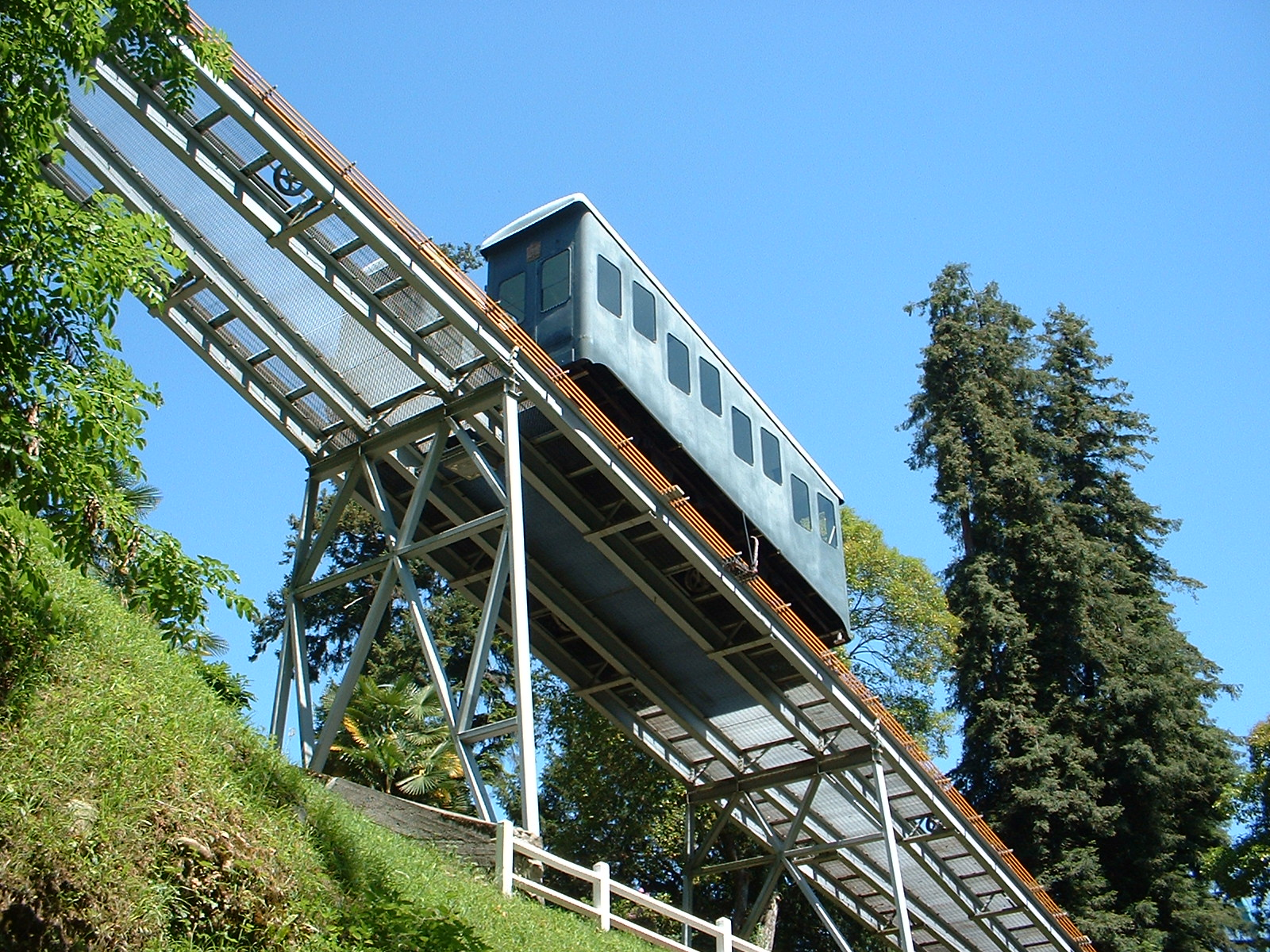
Le funiculaire de Pau.

##### Besançon
- Le funiculaire de Bregille reliait le quartier de la Mouillère, derrière la gare, au plateau de Bregille, à proximité du fort Beauregard. Construit en 1912 par les établissements suisses Louis de Roll (Berne), le « funi » fut définitivement fermé en 1987 à la suite d'une panne. Inscrit aux Monuments historiques en 2010, il fait l'objet depuis 2005 d'un projet de réhabilitation, mené par une association, Les Amis du funiculaire de Besançon. La gare basse et l'une des voitures, restaurées dans le style Belle Époque, ont été restaurées en 2007 et sont régulièrement ouvertes à la visite.

##### Cannes
- Le funiculaire de Super-Cannes a relié Cannes à l'observatoire de Super-Cannes dans le quartier de la Californie de 1928 à 1966.

##### Évian-les-Bains
- Le « petit métro évianais » relie le centre-ville à la commune de Neuvecelle, desservant six stations, ce qui en fait une pièce unique en France. Construit en 1913 par les établissements Ludwig von Roll (actuelle société Von Roll), comme son frère bisontin, il fut fermé en 1969 pour des raisons financières. Il fut classé aux monuments historiques en 1983, mais sa restauration n'aura lieu qu'à partir de 1998, avant sa remise en service au printemps 2002.

##### Langres
- L'ascenseur incliné de Langres relie les remparts au parking Sous-Bie et permet aux automobilistes de désengorger la vieille ville (construits par la société Skirail).

##### Laon
- Transport hectométrique avec une technologie sur pneus pour le Poma 2000 (1989-2016).

##### Le Havre
- Le funiculaire du Havre (sur pneus) relie la ville haute au centre-ville reconstruit du Havre, géré par Transdev Le Havre.

##### Le Tréport
- Le nouveau funiculaire du Tréport (2006) relie en quelques minutes les quartiers bas de la ville aux plus hautes falaises de craie d'Europe.

##### Lyon
- Le funiculaire de Lyon reliant la rue Terme à la Croix-Rousse, fut un des premiers funiculaires au monde (inauguration en 1862). Cette ligne a été transformée en tunnel routier dans les années 1960. Lyon a eu jusqu'à cinq funiculaires en activité simultanée, ce qui constitue, avec Valparaíso (au Chili), le record mondial. La ligne de la Croix-Paquet à la Croix-Rousse a été transformée en chemin de fer à crémaillère en 1974 et intégrée au métro. Seules les lignes de Saint-Just et de Fourvière, en tunnel, aujourd'hui également intégrées au réseau métro restent en service. À Lyon, on appelle habituellement le funiculaire "la ficelle".

##### Marseille
- Le funiculaire de Notre-Dame-de-la-Garde, qui a fonctionné de 1892 à 1967.

##### Meudon
- Le funiculaire de Bellevue, qui a fonctionné jusqu'en 1934, mais aujourd'hui disparu.

##### Paris
- Le funiculaire de Montmartre.

##### Pau
- Le funiculaire de Pau.

##### Thonon-les-Bains
- Le funiculaire de Thonon-les-Bains sur la rive française du Léman relie le port au centre-ville depuis 1888. La voie a une longueur de 230 mètres pour un dénivelé de 40 mètres. Il a récemment été modernisé, notamment par le remplacement des deux voitures.

#### Funiculaires touristiques

##### Les Arcs
- Funiculaire Les Arcs' Express

##### Les Deux Alpes
- Le funiculaire Dôme Express passe sous le glacier de Mont-de-Lans. C'est le plus haut funiculaire de France avec une altitude maximale de 3 384 mètres.

##### Tignes
- Le funiculaire Perce-Neige relie Tignes au glacier de la Grande Motte. Il est entièrement souterrain et avec une longueur de près de 3 500 mètres il s'agit du plus long funiculaire de France.

##### Val-d'Isère
- Le Funival relie La Daille au Rocher de Bellevarde. Il est capable de hisser 2 294 skieurs par l'heure en empruntant un tunnel et en grimpant une dénivelée de 908 mètres en moins de cinq minutes. Il passe à travers la montagne mais ne touche pas à son profil.

##### Lourdes
- Le funiculaire du pic du Jer.

##### Saint-Hilaire du Touvet
- Le funiculaire de Saint-Hilaire-du-Touvet dans la vallée du Grésivaudan en Isère, ouvert en 1924 et utilisé abondamment lors de la Coupe Icare en septembre.

##### Le Mont-Dore
- Le funiculaire du Capucin, au Mont-Dore en Auvergne, est le premier funiculaire électrique de France (1898), avec une vitesse de 1 m/s, un dénivelé de 280 m, un débit de 200 p/h, il est inscrit au titre des monuments historiques. Il fonctionne uniquement à la belle saison pour desservir le plateau sur les hauteurs de la ville.

##### Barèges
- Le funiculaire du pic de l'Ayré relie le village de Barèges (1 250 m) au domaine skiable de l'Ayré (2 006 m). Il est actuellement fermé, mais une association a été créée pour étudier la possibilité de le remettre en service (Association Funitoy).

##### Hures-la-Parade
- Le funiculaire de l'Aven Armand.

#### Funiculaire industriel
- Le site de la centrale nucléaire de Penly a la particularité d'abriter le seul funiculaire à usage industriel en France, qui permet l'accès rapide aux installations depuis l'entrée du site situé en haut de falaise. Son dénivelé est de 100 mètres.
- Le complexe scientifique de Minatec à Grenoble possède un funiculaire-salle blanche. Celui-ci permet de faire la liaison entre deux sites distants de 250 mètres[3].

### Hongrie

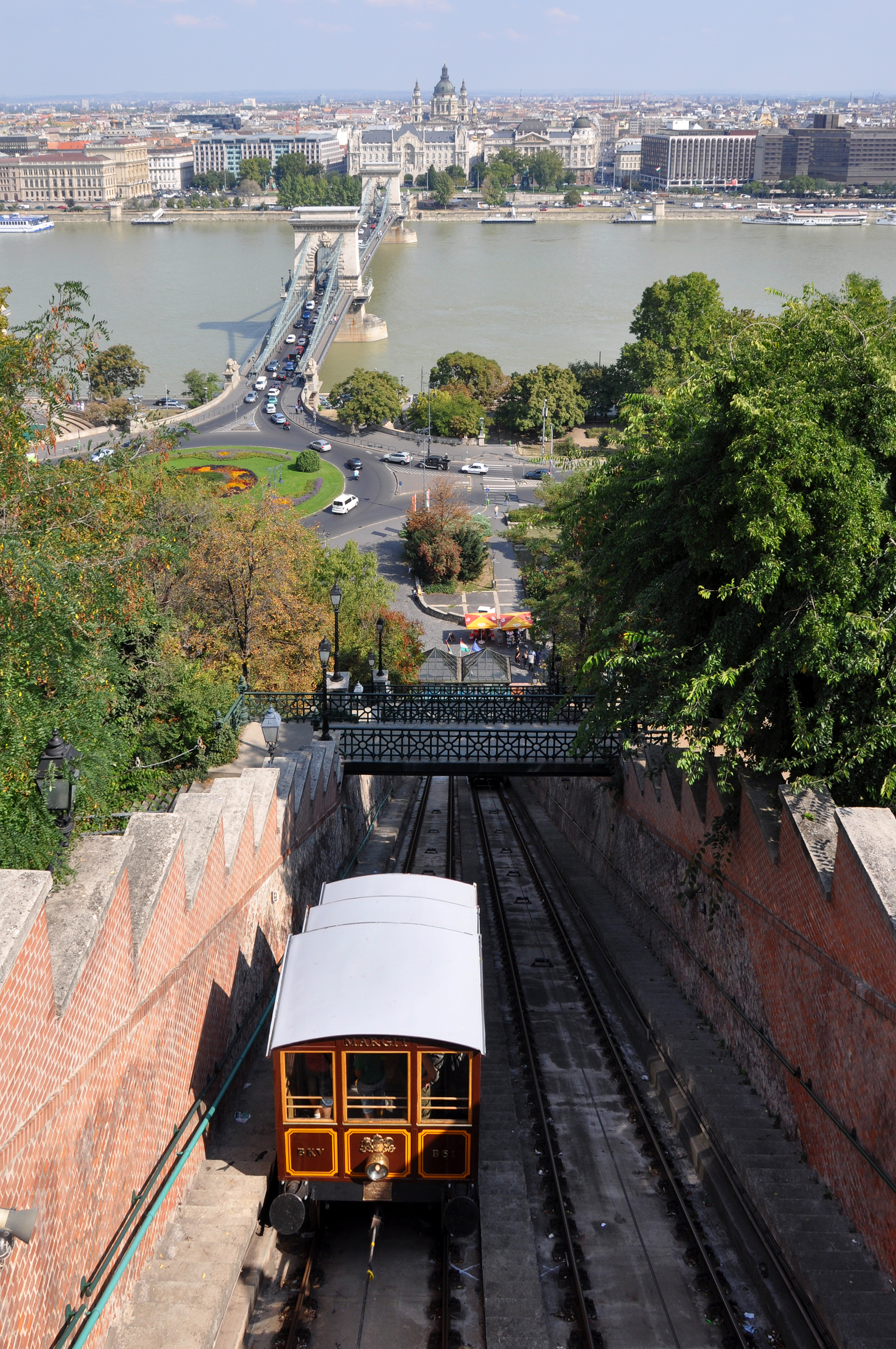
Le funiculaire de Budapest.

- Budapest : funiculaire reliant le quartier du Bourg de Buda à la rive ouest du Danube.

### Italie

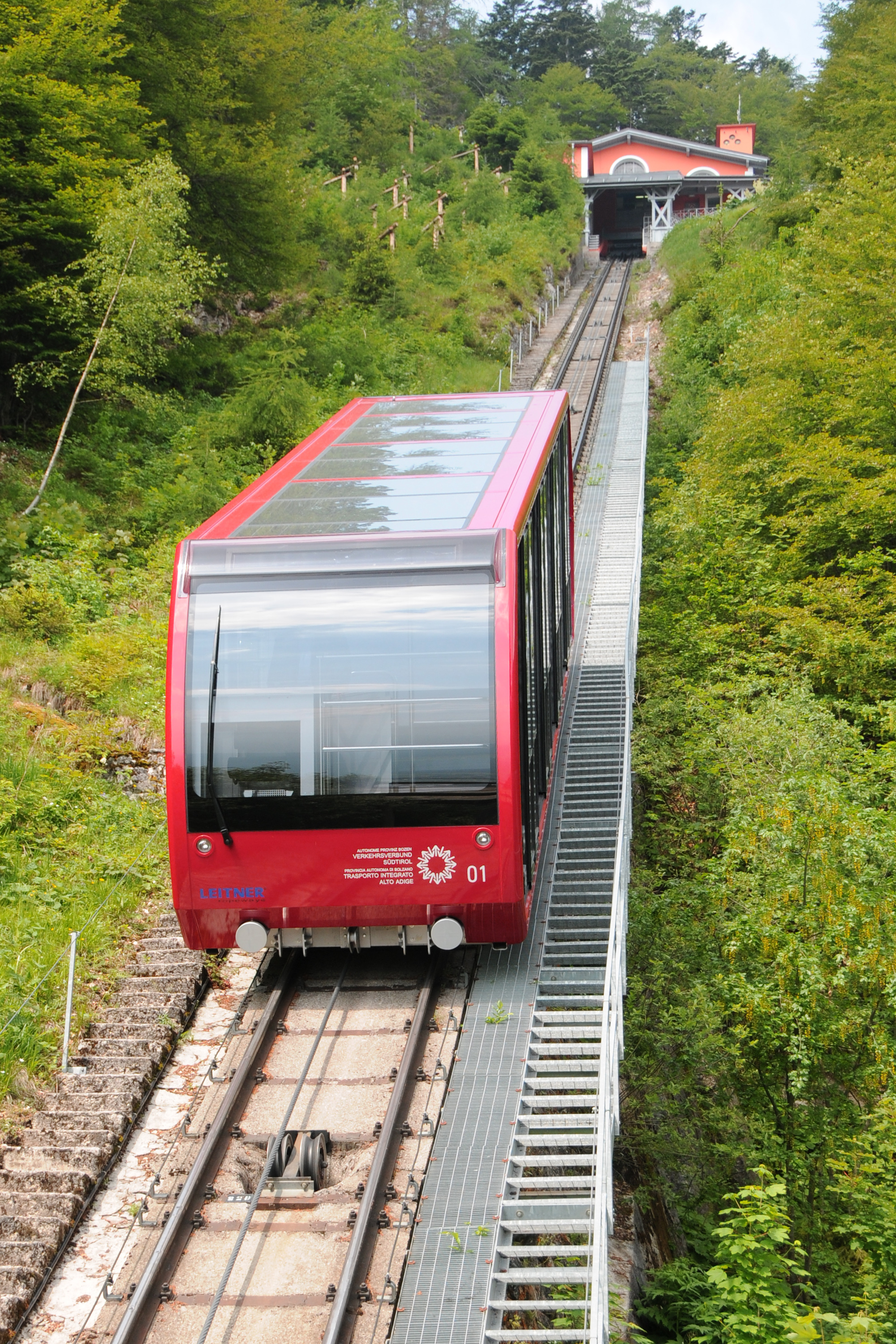
Funicolare Mendola, Italie.

- Avellino, Mercogliano - Monte Vergine
- Bergame
  - Funiculaire de Bergamo Alta
  - Funiculaire de San Vigilio
- Biella, Piazza - funicolare Piano
- Côme, Funicolare Como-Brunate
- Campodolcino, funicolare Skiexpress
- Funiculaire de Capri
- Catanzaro
  - Ferrovie della Calabria
  - Funicolare di Catanzaro
- Gênes
  - Funiculaire Sant'Anna
  - Funiculaire Zecca-Righi
- Kaltern adW (Caldaro ssdV), Funicolare Mendola
- Livourne, funicolare Montenero
- Mondovì, Funicolare di Mondovì
- Funiculaire de Montecatini Terme
- Naples
  - Funiculaire Centrale
  - Funiculaire de Chiaia
  - Funiculaire de Mergellina
  - Funiculaire de Montesanto
- Orvieto, Stazione FS - Piazza Cahen
- Santa Cristina Gherdëina (Santa Cristina in Val Gardena), Val Gardena Ronda Express
- Trente
  - funicolare Sardegna
- Trieste, tranvia Opicina
- Urtijëi, Rasciesa (ouverture en 2010)
- Varèse
  - Funicolare del Kursaal
  - Funicolare del Sacro Monte
- Vésuve
  - Ancien funiculaire du Vésuve (actif de 1880 à 1944)

### Luxembourg
- Funiculaire Pfaffenthal-Kirchberg, à Luxembourg, mis en service le 10 décembre 2017.

### Norvège
- Fløibanen, à Bergen.

### Portugal
- Funiculaires urbains de Lavra, de Glória et de Bica à Lisbonne ; des appareils classés monuments nationaux depuis 2002.
- Funiculaire urbain de Graça à Lisbonne, ouvert en 2024.
- Funiculaire dos Guindais à Porto.
- Funiculaire de Santa Luzia à Viana do Castelo.
- Funiculaire de Nazaré.
- Funiculaire de Bom Jesus à Bom Jesus près de Braga, la force motrice est l'eau. Le poids de l'eau ajoutée dans un réservoir situé sous la cabine supérieure permet à celle-ci de descendre et à l'autre de monter.
- Funiculaire de Viseu.

### Slovaquie
- Funiculaire de Starý Smokovec à Hrebienok

### Suisse
La Suisse possède un grand nombre de funiculaires : pas moins de 51 lignes étaient ouvertes au public en 2006. D'autres installations sont réservées au transport des marchandises, notamment pour l'armée ou les installations hydroélectriques.
- Col du Grimsel : la Gelmerbahn, sur la route qui mène au col du Grimsel, est le troisième funiculaire le plus raide du monde avec sa pente de 106 %, soit plus de 45 ° (le funiculaire le plus raide du monde étant celui du Scenic Park en Australie avec un pente de 128 % soit 52°).
- Mürren-Allmendhubel : ce funiculaire de près d'un siècle d'âge a été rénové en 2002. Il est automatique et très moderne.
- Interlaken-Heimwehflüh : ce funiculaire très court a gardé son charme d'antan, en haut on peut aller visiter les machines qui le font fonctionner et on peut redescendre avec un toboroule.
- Ouchy-Flon : ce funiculaire se trouvait à Lausanne et fut le premier de Suisse (1877). Il a été transformé en chemin de fer à crémaillère en 1954 et il a été mis hors service le 22 janvier 2006 pour laisser place au métro M2, ayant la plus forte déclivité en Europe pour un métro automatique sur pneus.
- Saint-Luc : funiculaire d'une longueur de 1 300 m dont la vitesse de marche est de 10 m/s, avec deux wagons de 80 personnes (1994).
- Funiculaire Schwyz-Stoos : le funiculaire Schwyz-Stoos, inauguré le 15 décembre 2017 entre le fond de la vallée de Muotatal et le village de Stoos, dans le canton de Schwytz. Avec sa pente en 110% il est vanté comme le funiculaire le plus pentu au monde[4], ce qui n’est en réalité pas le cas, d’autres funiculaires industriels ayant une pente encore bien plus raide[5].
- Sierre : le 29 septembre 1908 a été constituée la Société du funiculaire SMC dans le but de construire un funiculaire entre Sierre et Crans-Montana. Ce dernier a commencé son exploitation le 28 décembre 1911, connu plusieurs améliorations techniques pour se doter en 1997 d’une installation totalement rénovée. Longueur 4 191 m pour un temps de parcours de 12 min, ce qui en fait le plus long funiculaire d'Europe.
- Le Châtelard : à 19 km de Chamonix et à 23 km de Martigny (Valais), ce funiculaire est particulièrement raide : 87,6 %. Il est toutefois devancé par la Gelmerbahn (106 %).
- Territet-Glion : d'une longueur de six cents mètres pour un dénivelé de trois cents mètres, il relie Glion (une station climatique dominant le haut-bassin du Léman) depuis le village de Territet commune de Montreux. Son ouverture date de 1883 et il fonctionnait jusqu'en 1975 par lest d'eau. La station aval jouxte celle d’un autre funiculaire qui mène au mont Fleuri. Mis en service en 1910, longueur 430 m.
- Fribourg : dernier funiculaire de Suisse à traction par lest d'eau (Neuveville - St-Pierre). En service depuis 1899, il constitue une utilisation intéressante des eaux usées de la ville.
- Neuchâtel : pour l'Exposition nationale suisse de 2002, la ville a construit le Fun'ambule, un funiculaire ultramoderne pour relier la gare CFF à l'université située au centre-ville. Outre les voitures qui sont composées de quatre cabines qui modifient leur inclinaison suivant la pente pour rester le plus possible à l'horizontale, la machinerie entraînant le câble se situe dans la station aval. Neuchâtel possède également deux autres lignes : Écluse - Plan (1890) et La Coudre - Chaumont (1910).
- Berne : le funiculaire du Gurten part de la ville de Wabern dans la banlieue de Berne et rejoint la montagne du Gurten qui surplombe la ville. Depuis 1899, il amène les habitants de Berne ainsi que de nombreux touristes voir un magnifique point de vue sur la capitale de la Suisse.
- Lugano, centre économique du Tessin, possède quatre funiculaires :
  - Lugano Città - Stazione FFS (Ville - Gare CFF, 1886) ;
  - Lugano Paradiso - Pazzallo - Monte S. Salvatore (1890) ;
  - Cassarate - Suvigliana - Monte Brè (1908 et 1912) ;
  - le funicolare degli Angioli (Piazza B.Luini - Via C.Maraini, 1913) mis hors service en 1986. Cette ligne doit plutôt être considérée comme « ascenseur à plan incliné », du fait qu'elle ne possède qu'une seule voiture. Une remise en service de ce funiculaire est actuellement envisagée.
- L'aéroport de Zurich-Kloten possède un funiculaire souterrain appelé Skymetro pour relier le nouveau satellite Dock Midfield (terminal E) au terminal principal. Il a la particularité d'être entièrement en palier, c'est-à-dire à plat. De nombreux aéroports de par le monde sont équipés d'un tel système, notamment celui d'Atlanta - Hartsfield-Jackson en Géorgie (É.-U.).
- Zurich possède également un funiculaire (Polybahn) qui relie le quai de la Limmat à l'École polytechnique fédérale. C'est dans ce funiculaire que Lino Ventura assassine Michel Piccoli dans le film Espion, lève-toi d'Yves Boisset de 1982.
- Le funiculaire du Niesen possède, selon le Livre Guinness, un escalier de service qui serait le plus long escalier du monde. Chaque année une course à pied est organisée qui fait gravir ses 11 674 marches.
- Les funiculaires de Davos à la Parsenn et de Schatzalp.
- Le Funiculaire Saint-Imier - Mont-Soleil.
- Le funiculaire de Moléson-sur-Gruyères, de construction récente, remplace une télécabine.
- Le funiculaire Braunwald-Bahn BrB reliant Linthal à Braunwald dans le canton de Glaris, a fêté son 100e anniversaire en 2007.
- Le funiculaire du Ritom dans le Val Leventina au Tessin. Construit vers 1920 pour la construction du barrage de Ritom, il est long de 1 369 mètres, d'une dénivellation de 786 m, possède qu'une seule voiture de cinquante personnes, pour une vitesse de 2,7 m/s.
- Le Giessbachbahn a été mis en service le 21 juillet 1879. Il relie les bords du lac de Brienz à l'hôtel situé près des chutes de la rivière le Giessbach.

### République tchèque
- Prague : funiculaire de Petřín.

### Royaume-Uni
- Funiculaire de Cairngorm Mountain
- Funiculaire d'Aberystwyth
- Lynton and Lynmouth Cliff Railway

### Turquie
- Tünel, funiculaire souterrain situé à Istanbul.
- Funiculaire Taksim–Kabataş, funiculaire souterrain situé à Istanbul.

### Ukraine
- Kiev : funiculaire de Kiev.
- Odessa : funiculaire reliant le port maritime au centre-ville.